# Hypercompe dubia
Hypercompe dubia är en fjärilsart som beskrevs av Rothschild 1922. Hypercompe dubia ingår i släktet Hypercompe och familjen björnspinnare. Inga underarter finns listade i Catalogue of Life.